# Moosomin n.º 121
Moosomin n.º 121 es un municipio rural canadiense situado en la provincia de Saskatchewan.

## Superficie
Moosomin n.º 121 tiene una superficie de 545,78 km².

## Demografía
En 2021, tenía 541 habitantes, una densidad poblacional de 1 hab./km², y 257 viviendas.